# Soukha Balka
Soukha Balka, en ukrainien : Суха Балка, est un village du raïon de Bakhmout, dans l'oblast de Donetsk, dans l'est de l'Ukraine situé à 40,6 km du centre-ville de Donetsk et à 14,5 km de Toretsk.
Le 22 août 2006, un vol de Pulkovo Aviation s'est écrasé près du village. Les 170 personnes à bord ont été tuées.
La guerre dans le Donbass, qui a débuté à la mi-avril 2014, a fait des victimes civiles et militaires. Un civil a été tué par un bombardement le 14 juin 2017. 
Le 22 avril 2025, les forces russes ont pris le contrôle de la colonie.

## Démographie
En 2001, la localité comptait 649 habitants. Langue maternelle selon le recensement ukrainien de 2001 est :
- Ukrainien — 6,16 %
- Russe — 93,84 %